# آوریل (مورت-ا-موزل)
آوریل (به فرانسوی: Avril) یک کمون در فرانسه است که در canton of Briey واقع شده‌است. آوریل ۲۰٫۰۲ کیلومتر مربع مساحت دارد ۳۰۲ متر بالاتر از سطح دریا واقع شده‌است.